# Brassica juncea
Brassica juncea, mostaza castaña, mostaza caliente, mostaza de la India, mostaza china, o mostaza de hoja es una especie de planta de mostaza. Entre sus subvariedades se encuentra la mostaza enrollada gigante del sur, que se asemeja a un col sin cabeza tal como el kale, pero que posee un aroma distintivo a mostaza y rábano.

## Usos

### Gastronomía
Las hojas, semillas y el tallo de esta variedad de mostaza son comestibles. La planta es utilizada en la preparación de platillos de la gastronomía africana, italiana, india, china, japonesa, coreana, y soul food. La B. juncea es cultivada para su uso como verdura de hoja, y para la producción de aceite vegetal a partir de sus semillas. En Rusia, esta es la principal variedad cultivada para producir aceite de mostaza, el cual una vez refinado es considerado uno de los mejores aceites vegetales y es muy utilizado para envasado, horneado y producción de margarina; y la mayoría de la mostaza de mesa que se consume es preparada con granos de esta especie de planta de mostaza.
Las hojas son utilizadas en la cocina de África, y las hojas, semillas y tallos son usados en la cocina de la India, particularmente en las regiones montañosas de Nepal, como también en la cocina de Punjab en India y Pakistán, donde se prepara un famoso platillo denominado Sarson da saag (hojas de mostaza). B. juncea subsp. tatsai, la cual posee un tallo especialmente grueso, es utilizada para preparar el pickle indio denominado achar, y el pickle chino zha cai. La mostaza preparada con las semillas de B. juncea es denominada mostaza marrón. Las hojas (raai en gujarati) son utilizadas en numerosos platillos de la India.

### Fitorremediación
Esta planta se utiliza en fitorremediación, para eliminar del suelo metales pesados, tales como plomo, en sitios con residuos peligrosos, ya que posee una muy alta tolerancia a estas substancias y almacena los metales pesados en sus células. Luego la planta se cosecha y gestiona en forma apropiada. Este método es más fácil y menos costoso que otros métodos tradicionales de eliminación de metales pesados. También ayuda a prevenir la erosión del suelo en estos sitios evitando así que la contaminación aumente.